# Cantó de Plombières-les-Bains
El cantó de Plombières-les-Bains és un cantó francès del departament dels Vosges, situat al districte d'Épinal. Té 4 municipis i el cap és Plombières-les-Bains.

## Municipis
- Bellefontaine
- Girmont-Val-d'Ajol
- Plombières-les-Bains
- Le Val-d'Ajol

## Història
| Data d'elecció                           | Identitat       | Partit                                 | Qualitat |
| ---------------------------------------- | --------------- | -------------------------------------- | -------- |
| 1945-1964                                | M. Gury         | Divers droite, després RS, després UNR |          |
| 1964-1970                                | M. de Buyer     | Divers droite                          |          |
| 1970-1976                                | Robert Claude   | Divers droite                          |          |
| 1976-198.                                | M. Antoine      | RPR                                    |          |
| 198.-1989                                | Gérard Grivet   | RPR                                    |          |
| 1989-                                    | Philippe Faivre | RPR, després UMP                       |          |
| les dades anteriors no són pas conegudes |                 |                                        |          |
|                                          |                 |                                        |          |

## Demografia
| A partir de 1990: Població sense dobles comptes |